# NGC 6588
NGC 6588 é um asterismo na direção da constelação de Pavo. O objeto foi descoberto pelo astrônomo John Herschel em 1836, usando um telescópio refletor com abertura de 18,6 polegadas. 